# Monólito de Utah

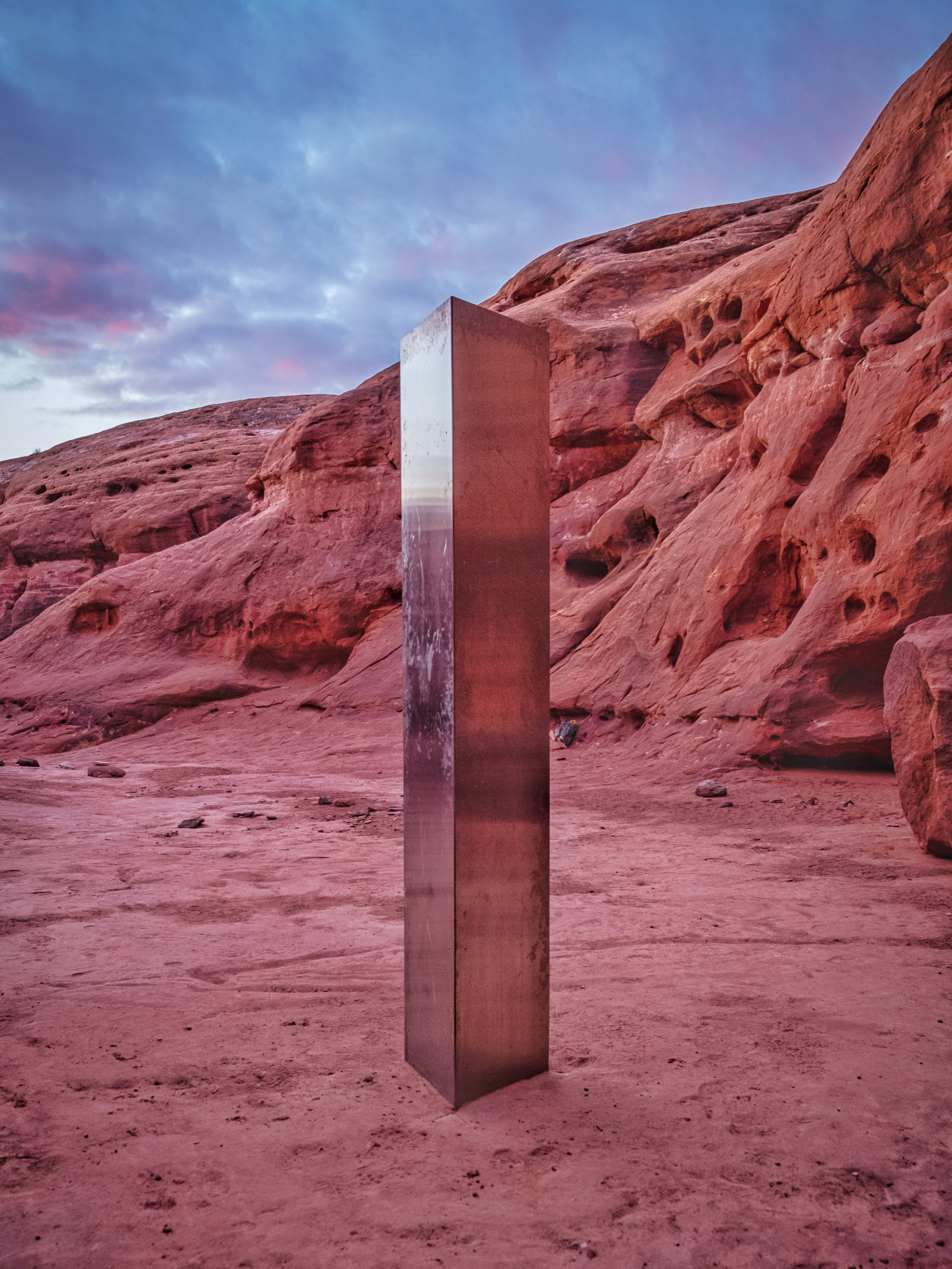
Monólito de Utah

O monólito de Utah foi um pilar de metal que ficava em um cânion de arenito vermelho no norte do Condado de San Juan, Utah, Estados Unidos. O pilar tem 3 m (9,8 pés) de altura e é feito de chapas metálicas rebitadas em um prisma triangular. Foi colocado ilegalmente em terras públicas entre julho e outubro de 2016; Passou despercebido por mais de quatro anos até sua descoberta e remoção no final de 2020. A identidade de seus criadores é desconhecida, assim como seus objetivos.
Biólogos do estado de Utah descobriram o monólito em novembro de 2020 durante uma pesquisa de helicóptero de ovelhas selvagens. Poucos dias após sua descoberta, membros do público encontraram o pilar usando um software de mapeamento GPS e se dirigiram ao local remoto. Após intensa cobertura da mídia, ele foi removido secretamente em 27 de novembro de 2020 por quatro moradores de Moab, Utah. Depois de quase um mês em sua posse, o monólito foi entregue ao Bureau of Land Management e está atualmente sob sua custódia.
Após a descoberta do monólito, mais de duzentas colunas metálicas semelhantes foram erguidas em outros lugares do mundo, incluindo outras partes da América do Norte e países da Europa e América do Sul. Muitos foram construídos por artistas locais como imitações deliberadas do monólito de Utah.